# Антони ван Льовенхук
Антони ван Льовенхук (на нидерландски: Thonius Philips van Leeuwenhoek) е нидерландски търговец и учен естественик. Един от основоположниците на научната микроскопия. Най-интересната фигура сред първооткривателите на клетката. Търговец – манифактурист по професия, любител – оптик по първоначални увлечения, а по призвание гениален изследовател на живата природа.
Редица короновани особи – Петър Велики, Чарлз II, Георг I, кралица Ана, идват „на крака“ в малкото холандско градче Делфт, за да надзърнат лично през магическите стъкла на Льовенхук в тайнствения микросвят на живото.

## Биография
Антони Льовенхук е роден в Делфт, Нидерландия. Баща му умира, когато той е на 6 г. Майка му го изпраща да учи в гимназията на град Лайден. През 1648 г. отива в Амстердам да учи за държавен чиновник. На 16-годишна възраст напуска училище и става чирак в манифактурен магазин в Амстердам. Там работи 6 години. Когато е на 21 г., напуска магазина и се връща в Делфт. Там се жени и отваря свой магазин.
За по-късния му живот няма много данни. Знае се, че се е оженил повторно и е имал деца, както и че е станал портиер на общината. През 1680 г. става член на Лондонското кралско дружество.

## Постижения
На 19 май 1673 г. изпраща до Кралското дружество в Лондон своето първо писмо с описания из света на микроскопичните „животинки“. В продължение на 46 години с повече от 400 такива писма той смайва света с чудесата на един неизвестен дотогава свят.
Наред с Робърт Хук е сред първите конструктори на „увеличителни стъкла“ и изследователи на живата клетка. Льовенхук разработва микроскоп с една леща, който дава почти десетократно увеличение. Въпреки че не е първият изобретател на микроскопа, той прави в тази област повече от другите учени.
Льовенхук е първият учен, който описва протозои и бактерии и изказва предположението, че те играят роля във ферментационните процеси. Неговият трактат за бълхите е класически, заявявайки че бълхите, също като рибите, кучетата и хората, са същества с определен пол. Пръв открива и неподозирания дотогава невидим „свят на водната капка“: едноклетъчни водорасли, инфузории, камшичести и други микроорганизми. През 1683 г. той описва и различни видове бактерии: коки, бацили, спирали и с това полага основите на микробиологията. Наблюдава строежа на мускулни влакна, зъби и различни тъкани, а също и движението на еритроцитите в капилярите. Описва десетки открити от него „малки животинки“, червени кръвни клетки на човек, жаба и риба (1674 г.). Също така потвърждава през 1677 г. наличието на откритите от Луис Доминикус Хам сперматозоиди.

## Трудове
- Sendbrieven ontleedingen en ontkellingen etc. (1685—1718, на нидерландски език)
- Opera omnia s. arcana naturae, (1722, на латински език).